# Ödometer

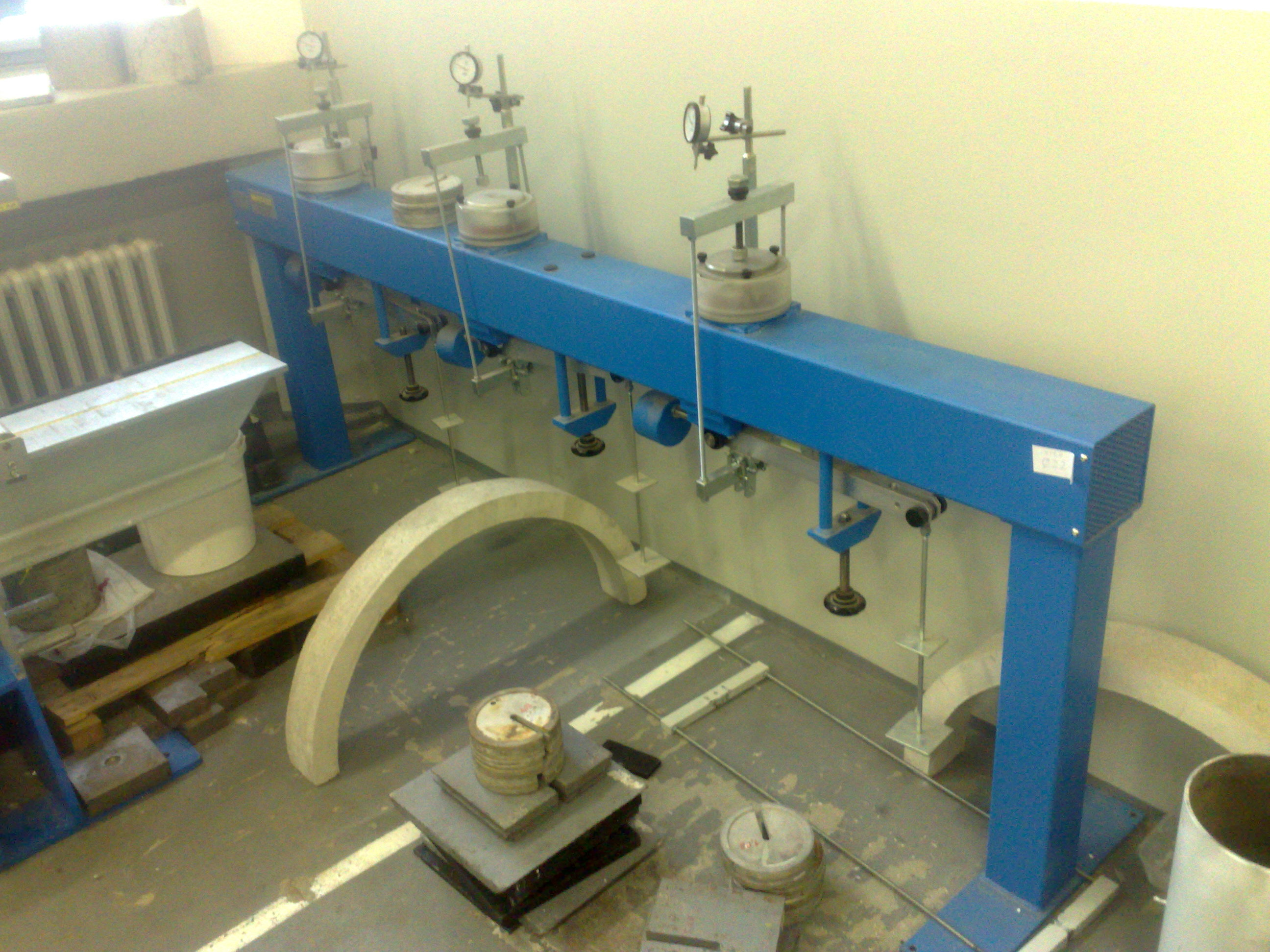
Ödometer

Ein Ödometer oder „Eindimensionales Kompressionsgerät“ ist ein bodenmechanisches Versuchsgerät, in dem die Zusammendrückbarkeit von Böden untersucht werden kann. Der Versuch nach DIN 18135 heißt „Eindimensionaler Kompressionsversuch“. Eine Bodenprobe wird dabei vertikal belastet, wobei die Seitendehnung verhindert wird. Aus diesem Versuch lassen sich die spannungsabhängige Steifigkeit (Steifemodul) sowie bei gering durchlässigen feinkörnigen Böden Parameter, welche die Konsolidationseigenschaften des Bodens bestimmen, ermitteln.

## Versuchsgerät
Die Bodenprobe hat zylindrische Form und in einem Standardgerät eine Fläche von 40 cm² bei einem Durchmesser von etwas über 70 mm und eine Höhe von 20 mm. Es sind jedoch auch andere Probenabmessungen möglich. Insbesondere zur Untersuchung grobkörniger Böden (Sande und Kiese) werden größere Probenhöhen und Durchmesser gewählt. Dabei sollte nach DIN 18135 der Durchmesser des Größtkorns kleiner als die 10-fache Probenhöhe sein. Das Verhältnis von Probenhöhe zu Durchmesser des Ödometers sollte entsprechend 1:5 nicht unterschreiten, um nachteilige Effekte aus Reibungsverlusten zu minimieren.
Die Bodenprobe kann in den Ödometer durch Einkneten oder Einstreichen (bindige Böden) oder Einrieseln (nichtbindige Böden) hergestellt werden (auch „reconstituted samples“). Oft wird als Ausgangszustand bei nichtbindigen grobkörnigen Böden eine bestimmte Lagerungsdichte bzw. bei bindigen feinkörnigen Böden eine Konsistenz festgelegt, nach der der Einbau bzw. Probenherstellung durchzuführen ist. Alternativ kann eine Bodenprobe aus einem direkten Untergrundaufschluss eingesetzt werden. Dazu wird die Probe mit einem Metallring möglichst ungestört z. B. aus einem Bohrkern herausgearbeitet. Die Endflächen der Probe sind eben und dort befinden sich Filterplatten, mit denen das austretende Porenwasser abgeleitet wird.

## Versuchsdurchführung
Die Versuchsdurchführung entsprechend der DIN 18135 sieht vor, die Bodenprobe in axialer Richtung stufenweise zu belasten. Dabei wird eine Verdoppelung der axialen Spannung alle 24 Stunden vorgeschlagen. Um Aussagen über das bodenmechanische Verhalten bei Ent- und Wiederbelastung treffen zu können, kann die Probe ggf. mehrmals entlastet und wiederbelastet werden. In Standardversuchen wird je Laststufe die zeitabhängige axiale Verformung der Probe über 24 Stunden aufgezeichnet. Die Informationen des zeitabhängigen Verformungsverlaufes sind insbesondere zur Auswertung der Konsolidationseigenschaften sowie der Viskosität des Bodens wichtig.
Ist der Boden stark durchlässig und sollen im Versuch nur Informationen über die Spannungsabhängigkeit der Verformung gewonnen werden, so kann die Abfolge der Belastungsschritte auch rascher als 24 Stunden erfolgen. Dabei sollte jedoch stets das Ende der Primärsetzungen abgewartet werden.
Bei Versuchen mit Ent- und Wiederbelastungszyklen werden entsprechend auftretende Setzungen und Hebungen der Probe aufgezeichnet.
Im Bereich wissenschaftlicher Untersuchungen ist auch die Durchführung von verformungs- oder dehnungsraten-gesteuerter Ödometerversuche verbreitet. In diesen Versuchen wird auf die Probe eine konstante Stauchungsgeschwindigkeit (bzw. Dehnungsrate) aufgebracht. Dabei ist es bei gering durchlässigen Böden wichtig, dass der Porenwasserdruck in der Probe im Vergleich zu den effektiven Spannungen klein bleibt. Die Kontrolle dieser Vorgabe erfolgt meist durch die Messung des Porenwasserdruckes an der Basis der Probe. Die Konsolidation erfolgt damit einseitig zur Probenoberseite hin. Zur exakten Messung des Porenwasserdruckes ist die Zwangssättigung durch einen Hintergrunddruck (Sättigungsdruck oder Backpressure) notwendig. Dies macht eine geschlossene und druckdichte Ausfertigung einer Ödometerzelle erforderlich. Die Durchführung verformungsgesteuerter Ödometerversuche bietet neben der oft rascheren Versuchsdurchführung die Möglichkeit viskose Einflüsse auf den Verformungswiderstand der Probe unmittelbar zu identifizieren. Dazu ist die abschnittsweise sprunghafte Änderung der aufgebrachten Dehnungsrate erforderlich. Eine Bodenprobe reagiert so entsprechend ihrer Viskosität bei einer Erhöhung der Dehnungsrate mit einem höheren Verformungswiderstand, der sich entsprechend bei einer Reduzierung der Dehnungsrate zurückbildet.
Neben der Untersuchung des Bodenverhaltens unter spannungsabhängigen und zeitabhängigen Verformungen wird in speziellen Versuchen die Formänderung einer Bodenprobe im Ödometer unter Änderung des Wassergehaltes (bzw. Sättigung) und bzw. oder der Saugspannung beobachtet. Als Beispiele können Versuche zum Quellverhalten eines Bodens (Quellhebe- oder Quelldruckversuch) und zur Erfassung des Sackungspotentials bei Aufsättigung dienen. Ferner wird in speziellen Ödometerapparaten das gekoppelte mechanische und hydraulische Verhalten teilgesättigter Böden untersucht. Dabei ist es meist notwendig, aus der Probe austretende oder von der Probe aufgenommene Wassermengen zu messen.

## Auswertung
Aus der gemessenen Setzung bei verschiedenen zugehörigen Vertikalspannungen wird das Druck-Setzungs-Diagramm bzw. die „Arbeitslinie“ des Bodens gezeichnet. Die Steigung der Tangente an der Druck-Setzungs-Kurve ist der Steifemodul. Er ist regelmäßig größer, wenn eine Probe wieder belastet wird, als bei der Erstbelastung. Weiterhin können aus dem Versuch abgeleitet werden:
Verdichtungszahl, Verdichtungsbeiwert, Kompressionsbeiwert, Schwellbeiwert, Rekompressionsbeiwert und Durchlässigkeit des Bodens. Mit Hilfe des zeitlichen Verlaufs der Setzung während der Laststufen kann auch der Kriechbeiwert und der Konsolidationsbeiwert bestimmt werden.